# サントゥ＝マティアス・ロウヴァリ
サントゥ＝マティアス・ロウヴァリ（Santtu-Matias Rouvali, 1985年11月5日 - ）は、フィンランド出身の指揮者。

## 来歴
クラリネット奏者の父とヴァイオリン奏者の母を両親としてラハティに生まれる。両親ともにラハティ交響楽団の楽団員だったこともあり幼い頃より音楽に親しんでいたが、とりわけ打楽器に興味を持ち、親の同僚の打楽器奏者に個人レッスンを受けながら、6歳でラハティ音楽院に入学する。17歳の時にシベリウス・アカデミーに入学しヘルシンキに移るが、同時にユース・オーケストラに参加してハンヌ・リントゥに出会ったことで指揮への興味を強くする。打楽器の勉強を続けながらも、リントゥの紹介でヨルマ・パヌラやレイフ・セーゲルスタムの指揮のクラスを受講するようになり、サカリ・オラモのアシスタントなどもしながら2009年9月にはシャン・ジャンの代役としてフィンランド放送交響楽団にプロデビューする。
2010年にはフィンランド国内のオーケストラに加えハーグ・レジデンティ管弦楽団に登壇した他、タピオラ・シンフォニエッタを指揮した直後に同楽団のアソシエーション・アーティストへの就任が発表され、2011年にはバーミンガム市交響楽団などを指揮した他、ロサンゼルス・フィルハーモニー管弦楽団のドゥダメル・フェローシップ（2011年/2012年シーズン）に選ばれる。また、同年11月にコペンハーゲン・フィルハーモニー管弦楽団に初登壇し、翌2012年1月には同楽団の首席客演指揮者に2013年から就任することが発表された。
2012年9月にタンペレ・フィルハーモニー管弦楽団の芸術監督兼首席指揮者に2013年から就任することが発表される。2013年にはフィルハーモニア管弦楽団、hr交響楽団、フランス放送フィルハーモニー管弦楽団などを、2014年にはロイヤル・ストックホルム・フィルハーモニー管弦楽団、エーテボリ交響楽団、オスロ・フィルハーモニー管弦楽団などを指揮した。
2017年、エーテボリ交響楽団の首席指揮者、同年フィルハーモニア管弦楽団首席客演指揮者。2021年からフィルハーモニア管弦楽団の首席指揮者を務める。
日本には2012年に東京交響楽団を振ってデビューした。この時、ソリストのゲネプロ後のキャンセルで翌日の公演のソリストと演目が変更されたが、ラフマニノフのピアノ協奏曲第2番に問題なく対応したことで注目を集めた。また、2017年には手兵のタンペレ・フィルハーモニー管弦楽団を率いて来日公演を行った。

## 演奏・録音
細川俊夫の作品を含む2012年録音のデビューCDが2013年にオンディーヌ・レーベルから発売された。その後、バイバ・スクリデをソリストとするシベリウスとニールセンのヴァイオリン協奏曲集、イリア・グリンゴルツとのジョン・アダムズ、コルンゴルトのヴァイオリン協奏曲集が発売されている。

## 参考資料
- 東京交響楽団定期演奏会プログラム　2012年5月